# Казанский собор (Нижний Тагил)
Собор Казанской иконы Божией матери — христианский православный храм в Нижнем Тагиле, относится Нижнетагильской епархии Русской православной церкви. Расположен в Казанском мужском монастыре, в Ленинском районе города.

## История
Впервые упоминается в 1829 г.. На месте нынешнего собора в XIX в. находилась часовня, до 1843 г. принадлежавшая старообрядцам. 29 октября 1843 года жители Выйского завода решили принять единоверческого священника, а часовню достроить до храма, для чего была пристроена колокольня и освящён алтарь. В январе 1847 года храм был освящён во имя Казанской иконы Божией Матери.
Казанский храм действовал вплоть до 1871 года, когда он был перенесён на другое место, а вместо него в 1872 году была возведена деревянная церковь, в дальнейшем внутри оштукатуренная, а снаружи покрытая тёсом. Она была освящена 6 ноября 1872 году в честь Казанской иконы Пресвятой Богородицы. В 1897 году к храму были пристроены приделы: правый — во имя святого Николая, освящённый в 1900 году, левый — во имя великомученика Пантелеймона, освящённый только в 1952 году.
Храм избежал гонений в 1920—1930-е гг.. В 1930 году храм был разделён на Казанскую единоверческую и Николаевскую «сергиевскую» церкви, но снова объединённый в 1942 году. В 1940-е гг. он оставался единственным действующим храмом в Нижнем Тагиле.
В 1958 г. по ходатайству Преосвященного епископа Свердловского и Курганского Флавиана и решению Священного Синода Казанский храм получил статус собора.
В 1996 году по благословению епископа Никона Казанский собор был реорганизован в Подворье Правящего Архиерея, а через два года в 1998 году по его же прошению он был преобразован в Нижнетагильский мужской монастырь в честь Казанской иконы Божией Матери.

## Описание и архитектура
Казанский монастырь расположен среди многоэтажных жилых кварталов Нижнего Тагила, возле его территории проходит грузовая железнодорожная ветка, вблизи находится два гаражных кооператива. Возле монастыря проходит улица Казанский собор стоит в середине территории монастыря и является самым главным, самым высоким зданием монастыря и единственным его храмом. Помимо самого храма, на территории находятся здания церковной лавки, охраны, подсобные строения и жилые кельи монахов. Храм всегда открыт для посещения мирянами.
Храм трёхглавый, выкрашен в ярко-синий цвет (в недавнем прошлом голубой) с белыми двойными пилястрами по углам. Все купола луковичного типа, восьмигранные, чёрного цвета, усеянные золотыми звёздами с золотыми маковками и крестами. Здание храма имеет три входа с незначительные прямоугольными выступами с арками с северной и южной сторон. С восточной стороны выступ имеет округлую форму. При главном входе над притвором расположена трёхъярусная колокольня с прямоугольной звонницей с кровлей, над которой возвышается восьмигранная главка с малым куполом. Центральный купол храма стоит на восьмигранном основании, которое расположено в центре широкого главного массива с пологой кровлей. Композиция завершается апсидой на восточном выступе главного массива здания с малым куполом с восьмигранной главкой над алтарём.